# Naum
Naum — коммерческая шахматная программа, разработанная в 2003 году Александром Наумовым из Канады. Некогда являлась второй по силе шахматной программой в мире после Rybka, в данный момент потеснена более современными программами. В настоящее время существуют 32-битная, 64-битная, однопроцессорная и мультипроцессорная версии программы Naum.

## Внутренние качества
Naum поддерживает оба протокола передачи данных: Winboard и UCI, обеспечивая таким образом использование с любым доступным графическим интерфейсом пользователя (GUI).
Первая версия Naum была сделана для карманных компьютеров и коммуникаторов Palm, работающих под управлением операционной системы Palm OS.
После обнаружения автором способности своей программы конкурировать с другими шахматными программами на персональных компьютерах, была выпущена первая версия Naum для PC.
Первая компьютерная версия Naum была слабой. Однако после добавления стандартных шахматных методик: таблиц перемещений, нулевых перемещений и других, сила игры увеличилась. В конце 2003 года Naum играла на уровне более сильных программ, таких как Arasan и Comet.
Версия Naum 1.0 была официально выпущена в апреле 2004 года. Версия Naum 2.0 доступна для бесплатной загрузки. Версия Naum 4.0, выпущенная 10 декабря 2008 года, по силе игры превосходила предыдущую версию программы примерно на 100 пунктов Эло.

## Результаты
В январе 2008 года Naum заняла 2 место на турнире CCT10, организуемым американским игровым порталом ICC.
На турнире 2008 года в Майнце шахматная программа Naum заняла 3 место по шахматам Фишера.
В ноябре 2008 года Naum заняла 2 место на третьем Чемпионате Америки по шахматам среди компьютерных программ.
На 2 мая 2013 года Naum 4.2 x64 4CPU в рейтинг-листе CEGT занимает 10 место с рейтингом 2961 пунктов при контроле времени 40/4. 
На 2 мая 2013 года Naum 4.2 64-bit 4CPU в рейтинг-листе CCRL занимает восьмое место с рейтингом 3082 пункта при контроле времени 40/40.